# フィンガーシンバル

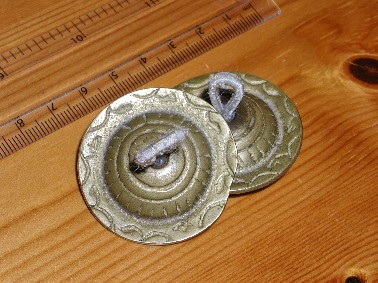
フィンガーシンバル

フィンガーシンバルとは、指に付ける小型のシンバルのこと。大きさは直径5cmほどで、通常のシンバルに使われる銅ではなく、真鍮で作られることが多い。エジプトやトルコ系のベリーダンスによく用いられ、トルコ語では「ジル」（『シンバル』の意）、エジプトではサガットとも呼ばれる。オーケストラなどの音楽奏者にも用いられるが、そのような音楽奏者と、ベリーダンスなどを踊るダンサーとでは、使い方が異なる。
音楽奏者は、普通2枚一組で用い、片手に一枚ずつ、親指と人差し指で紐（または鎖）の部分をつまみ、円の縁を打ち合わせる。メフテルと呼ばれるオスマン帝国時代から続く軍楽隊では、標準的な楽器として用いられているが、西洋のオーケストラでも、中東の鐘の音調をかもし出すために使われることがある。
ダンサーが用いる場合は、通常4枚一組で用い、片手に2枚一組ずつ、フラメンコで用いられるようなカスタネットのように打ち鳴らすのが主流であるが、ダンスにより多様な使い方がある。握り方は、親指にシンバルの片方の通し紐をくぐらせ、中指にもう片方の通し紐をくぐらせる形であり、こちらが伝統的な使い方とみなされている。基本的には、リズムやトーンを出すために使われ、ダンスによって音色を変えたり、衣装と組み合わせるために、銀色や金色などのコーティングをすることがある。

## 同種の楽器
- チン (楽器)
- クロタル
- チベット　ティンシャ

## 参考資料
- 『打楽器事典』216頁、音楽之友社、網代景介・岡田知之著、1981年 ISBN 4276001609